# MDK2
MDK2 este un joc video de acțiune și aventură dezvoltat de BioWare și publicat de Interplay Entertainment. Lansat inițial pe Dreamcast în martie 2000, jocul a fost ulterior portat pe PC și PlayStation 2. Este continuarea jocului MDK, lansat în 1997, și se remarcă prin combinația sa de acțiune rapidă, puzzle-uri inteligente și un stil vizual distinctiv.

## Dezvoltare

### Istoric
MDK2 a fost dezvoltat de BioWare, un studio cunoscut pentru seria Baldur's Gate și mai târziu pentru Mass Effect și Dragon Age. Echipa de dezvoltare a fost condusă de Ray Muzyka și Greg Zeschuk, cofondatorii BioWare. Jocul a fost lansat inițial pentru Windows și Sega Dreamcast în martie 2000, urmat de o versiune pentru PlayStation 2, denumită MDK2: Armageddon, în noiembrie 2001. O versiune remasterizată a fost lansată pe Steam și WiiWare în 2011.

### Tehnologie
Jocul a fost dezvoltat folosind un motor grafic proprietar, ceea ce a permis crearea unor medii detaliate și dinamice. Versiunea pentru Dreamcast a fost lăudată pentru grafica sa impresionantă, iar portarea pe PC și PlayStation 2 a menținut calitatea vizuală, adaptându-se platformelor respective.

## Gameplay

### Personaje
MDK2 oferă jucătorilor posibilitatea de a controla trei personaje distincte, fiecare cu propriile abilități și stiluri de joc:
- Kurt Hectic - Eroul principal din primul joc, Kurt este echipat cu un costum de zbor și o armă cu lunetă, ideal pentru secvențe de platforming și sniping.
- Doctorul Hawkins - Un om de știință excentric, Hawkins folosește gadget-uri și puzzle-uri pentru a progresa în joc.
- Max - Un câine robotic cu patru brațe, fiecare echipat cu o armă. Max este perfect pentru lupte intense și secvențe de acțiune.

## Niveluri și Misiuni
Jocul este structurat în mai multe niveluri, fiecare având o combinație unică de lupte, puzzle-uri și platforming. Fiecare nivel este conceput pentru a valorifica abilitățile specifice ale personajului controlat, oferind varietate și provocări constante.

## Inamici
MDK2 prezintă o gamă largă de inamici, de la extratereștri obișnuiți la șefi puternici, fiecare cu propriile tipare de atac și vulnerabilități. Luptele cu șefii sunt deosebit de memorabile, necesitând strategie și utilizarea inteligentă a abilităților personajelor.

## Poveste
Povestea din MDK2 continuă aventurile lui Kurt Hectic și ale echipei sale în lupta împotriva extratereștrilor care amenință Pământul. După evenimentele din primul joc, echipa este din nou chemată să salveze lumea, de această dată confruntându-se cu noi pericole și descoperind noi aliați.

## Structura Narativă
Povestea este împărțită în capitole, fiecare concentrându-se pe unul dintre cele trei personaje principale. Această structură permite dezvoltarea profundă a fiecărui personaj și oferă jucătorilor o perspectivă variată asupra evenimentelor din joc.

## Umor și Stil
MDK2 este cunoscut pentru umorul său distinctiv, adesea absurd și plin de ironie. Dialogurile și situațiile întâlnite de jucători reflectă stilul unic al BioWare, combinând momente de tensiune cu scene comice.

## Grafică și Sunet

### Design Vizual
Jocul impresionează prin designul său vizual, cu medii detaliate și diverse. Fiecare nivel are o estetică distinctă, de la peisaje urbane futuriste la baze extraterestre pline de pericole.

### Sunet și Muzică
Coloana sonoră din MDK2 este compusă de Jesper Kyd, cunoscut pentru lucrările sale în jocuri video. Muzica din joc contribuie la atmosfera intensă și variată, adaptându-se perfect la acțiunea și tensiunea fiecărui nivel. Efectele sonore sunt, de asemenea, de înaltă calitate, adăugând realism și imersiune experienței de joc.

## Recepție și Impact

### Critici
MDK2 a fost bine primit de critici, fiind lăudat pentru gameplay-ul său variat, grafica impresionantă și umorul său unic. Versiunea pentru Dreamcast a primit aprecieri deosebite, fiind considerată una dintre cele mai bune titluri pentru consola Sega. Versiunile pentru PC și PlayStation 2 au fost, de asemenea, apreciate, deși au existat unele critici legate de dificultatea jocului.

### Premii și Nominalizări
Jocul a fost nominalizat pentru mai multe premii în industria jocurilor video și a câștigat câteva dintre ele, inclusiv premii pentru design grafic și inovație în gameplay.

### Impact Cultural
MDK2 a avut un impact semnificativ în cultura jocurilor video, consolidând reputația BioWare ca un dezvoltator versatil și inovator. Deși nu a avut parte de continuări directe, influența sa poate fi observată în jocurile ulterioare ale companiei, care au continuat să îmbine povestiri captivante cu gameplay inovator.

## Porturi și Versiuni Ulterioare

### MDK2 HD
În 2011, o versiune remasterizată a jocului, intitulată MDK2 HD, a fost lansată pentru PC. Această versiune a oferit grafică îmbunătățită, compatibilitate cu sistemele moderne și câteva ajustări la gameplay pentru a se potrivi mai bine publicului contemporan.

### Disponibilitate
Jocul original și versiunile ulterioare sunt disponibile pe platforme de distribuție digitală precum GOG.com și Steam, permițând noilor generații de jucători să experimenteze această clasică aventură de acțiune.

## Moștenire
MDK2 rămâne un titlu important în istoria jocurilor video, recunoscut pentru combinația sa de acțiune, puzzle-uri și umor. Dezvoltat de un studio renumit și apreciat de critici și jucători deopotrivă, jocul continuă să fie relevant și apreciat chiar și după mai bine de două decenii de la lansare.